# Arco de Pagsanjan
El arco de Pagsanjan, también conocido como Puerta Real de Pagsanjan o arco de Guadalupe, es una puerta histórica de la ciudad de Pagsanjan, en La Laguna, Filipinas. Fue construida entre 1878 y 1880 para expresar la devoción y gratitud de los ciudadanos a su patrona, la Virgen de Guadalupe, por proteger al pueblo de los bandidos callejeros. Se encuentra en la entrada occidental a la ciudad, junto a la carretera nacional.
El arco fue declarado monumento nacional por la Comisión Histórica Nacional de Filipinas el 6 de diciembre de 2018.

## Descripción

### La tradición
Durante los últimos años del período español de Filipinas, la provincia de La Laguna y sus alrededores sufrían en gran medida de las acciones de los bandidos callejeros. Ni siquiera la guardia civil local pudo reducir o controlar los actos violentos y los hurtos. En la medianoche del 8 de diciembre de 1877, un grupo de bandidos que había saqueado el pueblo cercano de Majayjay, algo más al oeste, se puso rumbo a Pagsanjan. Según la leyenda, cuando los bandidos estaban cerca de la entrada a la aldea, se les apareció una hermosa dama vestida de blanco, asiendo una espada brillante. Con esta espada, trazó una línea en el suelo y proclamó que el pueblo estaba bajo su protección. Los bandidos, con el miedo en el cuerpo, huyeron inmediatamente hacia las montañas.
Un sabio oriundo del lugar fue testigo del milagro, y se lo contó al misionero español de la zona, quien posteriormente se lo comunicó a las autoridades eclesiásticas y gubernamentales. Incrédulos, estos últimos enviaron a sus representantes al lugar, y estos presenciaron con sus propios ojos la marca dejada por la espada de la virgen. Para expresar su gratitud a su patrona, los lugareños levantaron una puerta en el lugar preciso donde antes había estado la marca.

### Construcción y restauración
El arco de Pagsanjan fue construido entre 1878 y 1880 bajo la supervisión del fraile franciscano Cipriano Bac, con la implicación de gran parte de los aldeanos, si bien, a diferencia de lo que narra la tradición, en muchos casos forzadamente. La puerta fue conocida por el nombre de Puerta Real durante los períodos español y estadounidense.
El monumento destaca por sus tres puertas románicas de arco de medio punto construidas con bloques de adobe, cal y leche de carabao. En la parte superior del arco aparece incrustado el escudo real de España realizado en colores dorado y amarillo, custodiado por dos leones rojos que simbolizan a Castilla.
El 30 de diciembre de 1941, los japoneses invadieron Pagsanjan. Aunque en principio se mostraban aliados de los lugareños, el apoyo de estos últimos a las tropas estadounidenses (sobre todo mediante operaciones de guerrilla), cambiaron su actitud. Al tiempo que se ejecutaba a los líderes locales de la guerrilla, las autoridades municipales japonesas vandalizaron edificios y estructuras simbólicas, incluida la Puerta Real, pintándola con un llamativo color rosa (cubriendo también el escudo y los leones). La inscripción de la palabra «Pagsanjan» y de los años de construcción («1878-1880») en el friso de la fachada occidental fue sustituida por el saludo «Bienvenidos» en japonés, mientras que en la cara oriental aparecían las palabras «Gracias, vuelvan pronto».
En la década de 1970, el historiador Gregorio F. Zaide, natural de Pagsanjan, inició la restauración de la histórica puerta con el apoyo financiero de otros oriundos del municipio afincados en Manila, quienes aportaron 5000 pesos al proyecto. Tras obtener el permiso del Instituto Histórico Nacional (actualmente, Comisión Histórica Nacional de Filipinas), el proceso de restauración se completó el 25 de mayo de 1975. Como agradecimiento a los donantes, se colocó en la fachada oriental de la puerta una placa de cobre con sus nombres. Actualmente, el arco de Pagsanjan sigue en pie en una de las principales vías de la ciudad.